# Дибала, Дибло
Дибло́ Дибала́  (фр. Diblo Dibala, 1954, Демократическая Республика Конго (Заир)) — гитарист и композитор, исполнитель песен в стиле конголезский сукусс (фр. soukouss). Принадлежит к народности балуба. Приобрел мировую известность благодаря виртуозной игре на гитаре, за быстроту ритма получил прозвища «Автомат» («Machine Gun») и «Самая быстрая гитара запада».

## Биография
Родился в 1954 году в Кисангани, Конго, в 1960 году переехал с семьёй в Киншасу. В возрасте 15 лет победил в конкурсе молодых талантов и был принят гитаристом в группу «OK Jazz» под руководством Франсуа Луамбо Макиади. Позже он играл с такими коллективами, как «Vox Africa», «Orchestra Bella Mambo» и «Bella Bella»; работая в последнем, он познакомился с известным сукусс-музыкантом Kanda Bongo Man.
В 1979 году обосновался в Брюсселе, там работал в качестве уличного музыканта. В 1981 году переехал в Париж, где выступал в группе Канда Бонго Мэна. Их первый альбом, «Iyole» (1981), пользовался успехом, и Дибло стали приглашать во многие проекты, игравшие музыку в стиле сукусс.
В середине 1980-х Дибала основал собственную группу «Loketo», которая просуществовала несколько лет и затем распалась. В 1990 году основал новую группу, «Matchatcha», которая существует по сей день с некоторыми изменениями в составе.
В 1992—1994 годах сотрудничал с доминиканским музыкантом Хуаном Луисом Геррой, в частности, в 1992 году Герра записал для своего альбома «Areíto» песню «El costo de la vida», которая являлась кавером композиции Дибала «Kimia Eve». В 1994 году Герра пригласил Дибала для записи альбома «Fogaraté», в который вошли три композиции с участием конголезского гитариста: «Los mangos bajitos», «Fogaraté» (кавер-версия «Amour et souvenir») и «El beso de la ciguatera».
Дибло Дибала и «Matchatcha» участвовали во многих международных фестивалях этнической музыки: Glastonburry (Великобритания), Roskil (Дания), Hoogstraten (Бельгия), Central Park SummerStage (Нью-Йорк, США), Música del Caribe (Картахена, Колумбия), World Creole (Доминика) и St. Kitts Festival (Сент-Китс), также участвовали в фестивалях джаза в Монреале и Люксембурге.

## Дискография
- 1989 — Mondo ry (Mélodie)
- 1990 — Soukous Trouble (Shanachie Entertainment)
- 1991 — Extra Ball (Shanachie Entertainment)
- 1992 — Super Soukous (Shanachie Entertainment)
- 1993 — OK Madame (Mélodie)
- 1994 — Mabina M'boka (Sterns)
- 1994 — Aimer la danse (Afric Music)
- 1998 — Dernier jugement (Mélodie)
- 1999 — My Love (Atoll Music)
- 2000 — Iwooh (Arete Promotions)
- 2002 — Méchant Garçon (JPS Records)
- 2003 — Ça passe ou ça casse (Mélodie)